# SECOND COMING
「SECOND COMING」（セカンド・カミング）は、日本のロックバンド、TRICERATOPSの10thシングル。1999年10月20日 、エピックレコードジャパンよりリリース。 

## 内容
- 4ヶ月連続リリース第2弾。アルバム『A FILM ABOUT THE BLUES』の先行シングルとなった。
- 初回特典：オリジナルステッカー封入

## 収録曲
1. SECOND COMING (4:24)
ケンウッド「Rampage」CMソング
2. BEAUTIFUL HOLIDAY (3:53)

全作詞・作曲：和田唱　編曲：TRICERATOPS